# Höchheim
Höchheim è un comune tedesco di 1 236 abitanti, situato nel land della Baviera.